# Една Крабапель
Е́дна Краба́пель (англ. Edna Krabappel) — один з вигаданих персонажів мультсеріалу Сімпсони, красуня-вчителька і класний керівник у 4 класі, де навчається Барт Сімпсон.

## Біографія
Една народилась у Спрингфілді, ще з дитинства була знайома з Мардж Сімпсон, від якої вона старша на 2 роки (протягом всього серіалу їй 39 років). У серіалі не розказують про батьків красуні, є версія, що вони живуть в іншому місті. Закінчила той самий інститут, що і Гомер та багато інших жителів Спрингфілда. Коли їй було 39 років, вона приїхала у Спрингфілд і стала вчителькою у Спрингфілдській початковій школі. Успішно вчить свій клас уже 24 сезони поспіль, приятелює зі своїми учнями, для багатьох реальних учнів є недосяжною мрією (через симпатичну зовнішність, нестандартність викладання матеріалу та цікаві випадки, що траплялись на довгому шляху історії серіалу) Зустрічалась зі Скіннером, а потім із Недом Фландерсом, з останнім одружилась і проживала у щасливому шлюбі.

## Робота
Една Крабаппель працює вчителькою у 4 класі. Оскільки вона класний керівник, то вона викладає майже усі предмети: математику, історію, геометрію, літературу. Відомо, що вона має позитивне відношення до роботи: майже завжди вона показує, що любить своїх учнів і своєю найзаповітнішою мрією називає бажання завжди бути вчителькою (завдяки безсмертю героїв Сімпсонів їй це успішно вдається). Її життя як вчительки наповнене цікавими пригодами: від звичайних поїздок на різні екскурсії до участі у конкурсі «Вчитель року». Проте іноді бувають і негаразди, пов'язані з не завжди високим бюджетом школи.
Якось у серії «The PTA Disbands» 6 сезону вона організувала страйк, який завершився досить успішно (хоч і нестандартно). І хоча іноді умови праці бувають не вище середнього, можна з впевненістю сказати, що красуні Едні в житті пощастило: її поважають учні (це видно у деяких серіях), вона має багато друзів у Спрингфілді, а її зарплатні достатньо для організації вечірок і взагалі красивого життя (хоча іноді Една не демонструє це, щоб її менш щасливі знайомі не заздрили).

## Відносини з Бартом
Їхні відношення побудовані досить нестандартно: на відміну від колишніх вчителів Барта (які від спроб навчати Барта сходили з розуму) Една бачить у Барті не нахабного і цинічного двієчника-хулігана, а доброго хлопчика з вразливою душею, що мечеться між прагненням здобути визнання і прагненням до внутрішнього спокою, тому красуня часто поблажливо ставиться до Барта, вибачає йому «косяки», а іноді й заохочує до активних дій; своєю чергою хлопчик за це дуже любить свою вчительку і намагається ніколи не чіпати її своїми витівками. Тому Барт й Една приятелюють і навіть деякі взаємні жарти не скасовують міцну дружбу цієї пари.

## Життя
Як і багато інших жителів міста Една є представницею середнього класу. Живе простим життям, без перебільшень. Має досить велику квартиру, в якій красуня жила до переїзду в дім Неда Фландерса і багато костюмів для побачень. Вдома Една тримає кота з дивним фіолетовим відтінком шерсті. На початку серіалу Една вела досить активне сексуальне життя: ходила у клуби, зустрічалась з різними чоловіками та купувала журнали, у яких друкують оголошення про знайомства. Все змінилось після подій серії «Bart the lover» 3 сезону, коли Барт, дізнавшись про журнали, вирішив «пограти у кохання» і почав писати Едні під іменем Вудро. Хлопчик лише хотів трохи розіграти красуню, але побачивши результат йому стало соромно і навіть більше: він справді трохи закохався в Едну (через це пізніше він часто щиро допомагав своїй вчительці, що нехарактерно для типових хуліганів), а Една своєю чергою побачила в Барті якусь іскру і вони почали приятелювати. Після цього випадку період побачень в Едні закінчився.
У 19 серії 8 сезону «Grade School Confidential» вона почала зустрічатись зі Скіннером, проте зав'язати серйозні стосунки в пари не вийшло — переважно через залежність Сеймура від своєї матері. У 7 серії 14 сезону «Special Edna» Скіннер робить красуні пропозицію руки та серця, яку вона прийняла. У 17 серії наступного сезону «My Big Fat Geek Wedding» відбулось весілля, яке завершилось тим, що Една зрозуміла, Скіннер не кохає її, і вони розійшлись. Вона вирішує зустрічатись з продавцем коміксів (справа навіть дійшла до весілля), однак змушена була кинути його біля вівтаря, оскільки вони надто різні.
У 16-22 сезонах життя повернулось у період 3-8 сезонів (тобто без побачень).
У фіналі 22 сезону «The Ned-liest Catch» 23 сезоні Една Крабапель почала зустрічатись із Недом Фландерсом. Однак, Фландрерс усвідомлює, що Една розбила серця багатьом чоловікам, з якими вона зустрічалася раніше… Тому наприкінці серії Гомер та Мардж оголосили конкурс, в рамках якого глядачі мали вирішити долю пари Неда Фландерса й Едни Крабапель, якій була присвячена дана серія. Позитивні результати були показані у прем'єрній серії наступного сезону «The Falcon and the D'ohman». Наприкінці того ж, 23-го, сезону вони одружуються. В новій родині вона є зразковою сім'янинкою (допомагає дітям Неда стати більш нормальними, допомагає Неду позбутися деяких зайвих комплексів).

## Смерть
Марсія Уоллес, яка озвучувала персонажа, пішла з життя 25 жовтня 2013 року. За словами її сина, причиною смерті стало запалення легенів. Команда «Сімпсонів» була обізнана про її хворобу. Шоуранер Ел Джін повідомив: «Я був надзвичайно засмучений, дізнавшись про відхід блискучої та милостивої Марсії Уоллес». Він також повідомив, що через це і її персонаж піде у відставку. Про кончину Уоллес було повідомлено в епізоді «Four Regrettings and a Funeral», яка була також присвячена пам'яті Марсії Уоллес. В епізоді жарт на класній дошці був змінений на повідомлення: «Нам Вас не вистачатиме, місіс Крабапель».
Останньою серією, в якій з'являлась Една Крабапель була «The Man Who Grew Too Much». Наприкінці серії, Нед Фландерс з чорної пов'язкою на руці оплакує Едну зі словами: «Я впевнений, що сумую за твоїм сміхом», а її портрет приєднався до портрета його першої дружини Мод. Крабапель також з'являється у вигляді примари у 28 сезоні в 1 епізоді 1 «Monty Burns' Fleeing Circus» і у 20 серії «Moho House» та інших.